# Bengi İdil Uras

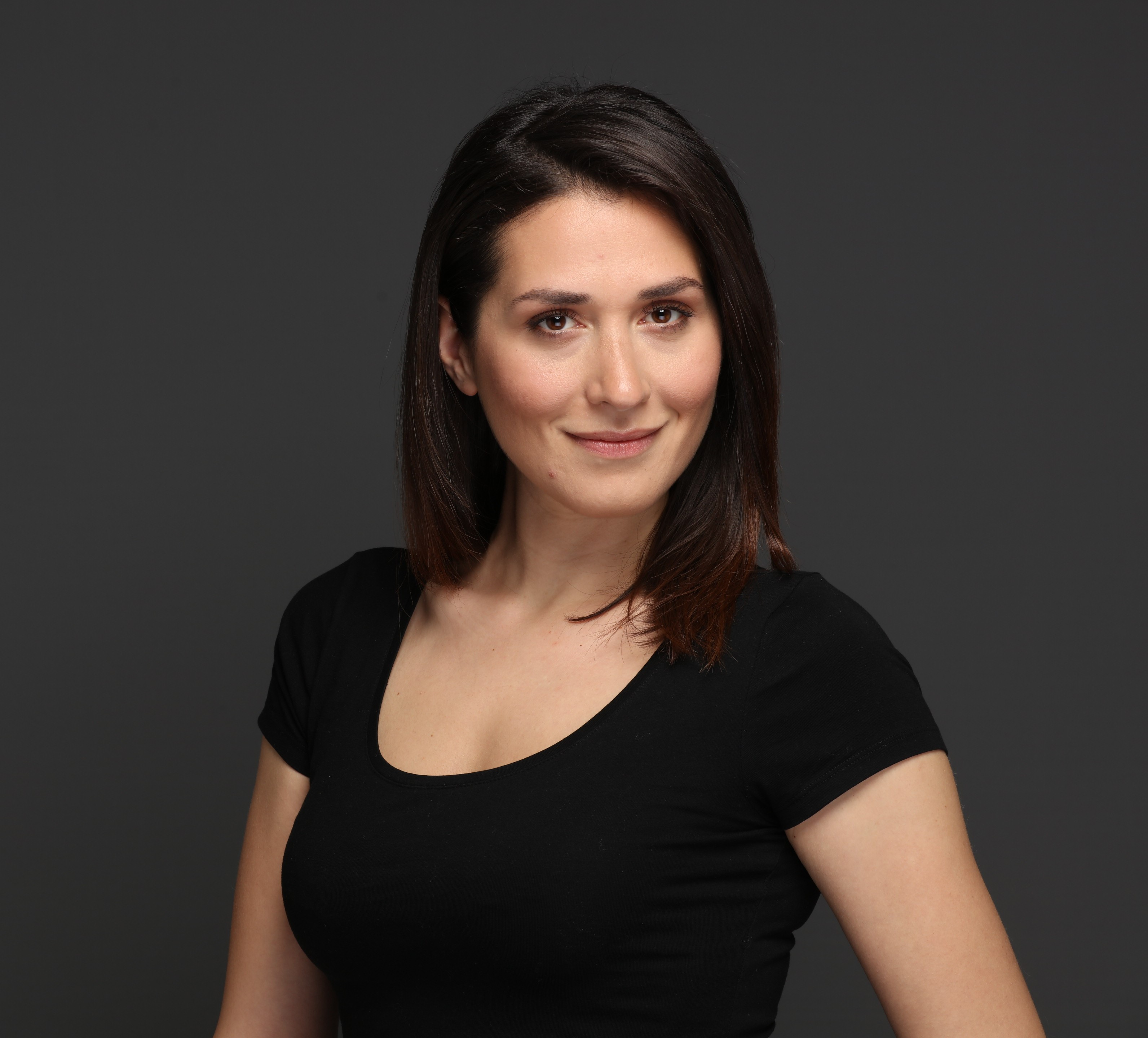
Bengi İdil Uras

Bengi İdil Uras (* 16. Dezember 1989 in Istanbul) ist eine türkische Schauspielerin.

## Leben und Karriere
Bengi İdil Uras wurde am 16. Dezember 1989 in Istanbul geboren. Sie studierte an der Haliç Üniversitesi. Ihr Debüt gab sie 2003 in der Fernsehserie Lise Defteri. Von 2008 bis 2014 war sie in der Serie Unutma Beni zu sehen. 2013 wurde Uras für die Serie Babam Sınıfta Kaldı gecastet.
Unter anderem trat sie 2015 in Ne Münasebet auf. Anschließend bekam sie 2016 in dem Film Korku Komedi: Bana Normal Aktiviteler die Hauptrolle. 2020 spielte Uras in der Serie Şaşkın Bakkal 216 mit.

## Filmografie
Filme
- 2015: Karaman'ın Koyunu
- 2015: Can Tertip
- 2016: Korku Komedi: Bana Normal Aktiviteler
- 2016: Seviyorum Ama Arkadaşça
- 2019: Kim Daha Mutlu?

Serien
- 2003: Lise Defteri
- 2008–2014: Unutma Beni
- 2009: Kız Kaçıran
- 2010: İhanet
- 2013: Babam Sınıfta Kaldı
- 2013: Yabancı Gelin
- 2014: Boynu Bükükler
- 2015: Ne Münasebet
- 2020: Şaşkın Bakkal 216